# نی نوشیدنی

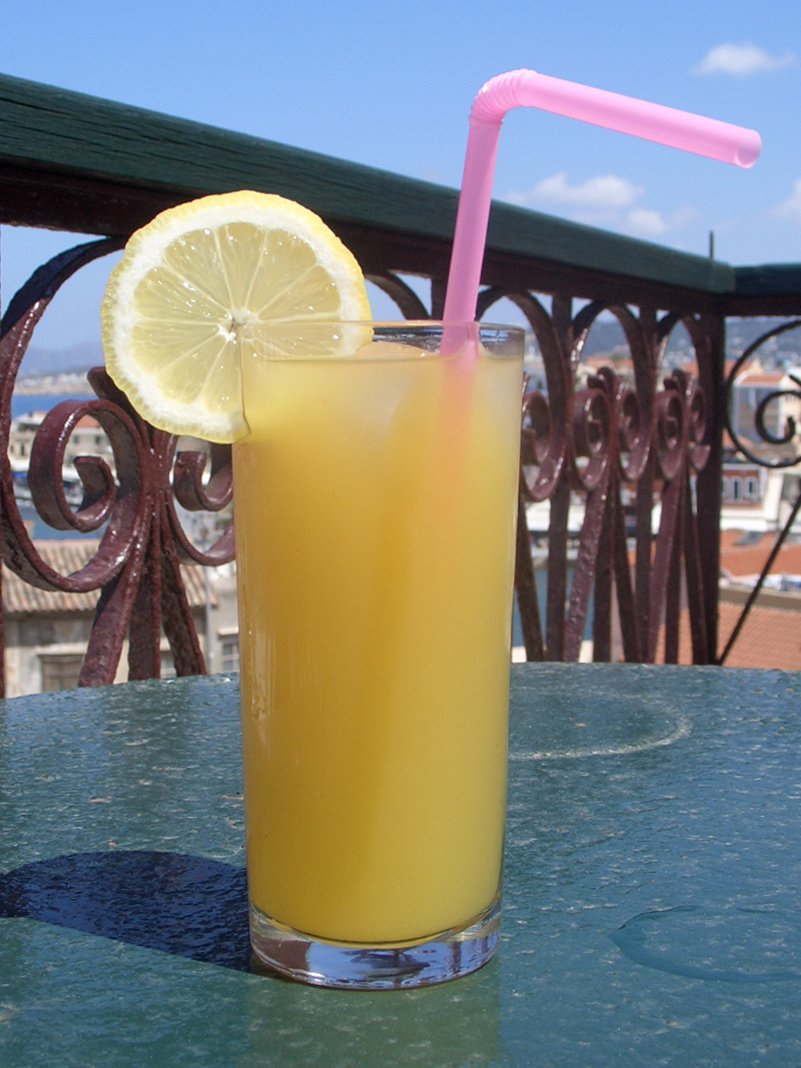
یک نوشیدنی با نی تاشو

نی نوشیدنی یک لولهٔ کوتاه برای جابجایی آبگونه از جام به دهان آشامنده است. چنین لوله‌ای می‌تواند سرراست یا دارای گوشهٔ خم‌پذیر باشد. یک سر آن در جام و سر دیگرش در دهان آشامنده جای می‌گیرد. کنش‌های ماهیچه‌ای فشار هوا را در دهان کاهش می‌دهد و آبگونه را در نی بالا می‌برد. نخستین نی‌ها از ساقهٔ درون‌تهی گیاهان درست می‌شدند. این نی‌ها از سوی سومریان برای نوشیدن آبجو به کار برده می‌شدند. کهن‌ترین نی در جهان (که در یک گور سومری پیدا شده) یک لولهٔ زرین بود که با سنگ‌های آبی گرانبها کنده‌کاری شده بود.
نی نوشیدنی قابل خم شدن را یک کافه دار امریکایی به خاطر اینکه دختر کوچکش نمی‌توانست به راحتی از نی استفاده کند طراحی کرد.
در ابتدا بیشتر برای کودکان مورداستفاده قرار می‌گرفت